# Мирчо войвода
Мирчо Колев Мирчев, наричан Мирчо войвода, е български революционер.

## Биография
Мирчо Мирчев е роден в село Вишовград. Мирчо произхожда от земеделския род Личеоолу. Баща му Кольо е разорен от чорбаджията Колю Събев. Остава кръгъл сирак на 15 години. Мирчо войвода се оженва за Станка, дъщеря на Колю Събев. Булката му е била преследвана от белочерковченина Мехмед. За да предпази съпругата си и двете си деца Иванко и Гена, Мирчо и семейството му се преместват в Търново при братовчеда си Кочо Кмета. В старата столица, Мирчо успява да построи свой дом и да продължи дейността си. През 1775 г. кърджалийска дружина напада града, съпругата му и синът му са жестоко убити. Мирчо намира дъщеря си покрай манастира „Света Троица“. Убит е от доведения си син – Стойко, който бил подкупен от Мехмед бей.
След тази история със семейството му заедно с около двадесет и пет души и Узун Пенко правят чета. С тая дружина действа в Севлиевско, Габровско, Дряновско и Търновско. Мирчо войвода става особено безпощаден и истинско страшилище за турци и кърджалии, след убийството на жена му и една от дъщерите му, и когато друго от децата му е отвлечено. След време той повторно се жени, но е убит от подкупения си доведен син край родното си село.